# Lorenzo Carfora
Lorenzo Carfora (sinh ngày 11 tháng 1 năm 2006) là một cầu thủ bóng đá chuyên nghiệp người Ý thi đấu ở vị trí tiền vệ tấn công cho câu lạc bộ Serie C Benevento. 

## Sự nghiệp câu lạc bộ
Sinh ra ở Napoli và lớn lên tại San Giorgio a Cremano, Carfora chơi cho hai câu lạc bộ cơ sở A.S.D. Quartieri Giovanili và Portici trước khi gia nhập lò đào tạo trẻ của Benevento vào mùa hè 2020.
Trong mùa giải 2022–23, sau màn trình diễn của anh cho đội U-17, cũng như cuộc khủng hoảng chấn thương ở đội một, Carfora được đôn lên đội một dưới thời huấn luyện viên trưởng Roberto Stellone. Vào ngày 1 tháng 3 năm 2023, anh ra mắt đội chuyên nghiệp Benevento khi vào sân thay cho Daam Foulon ở hiệp một trong trận thua 0–2 trước Südtirol. Với 17 tuổi 53 ngày, anh trở thành cầu thủ trẻ thứ hai của câu lạc bộ từng ra sân trong một trận đấu Serie B, chỉ sau Siriki Sanogo. Anh cũng trở thành cầu thủ sinh năm 2006 đầu tiên góp mặt ở giải hạng hai Ý. Vào tháng 3 năm 2023, anh tham dự vòng bảng Cúp Viareggio với đội U-19 Benevento.
Vào ngày 1 tháng 4 năm 2023, Carfora lần đầu có mặt trong đội hình xuất phát của Benevento trong trận thua 2–0 trước Bari: qua đó trở thành cầu thủ sinh năm 2006 đầu tiên ra sân trong một trận đấu của giải quốc nội Ý. Anh tiếp tục là thành viên của đội Benevento bị xuống hạng Serie C vào cuối mùa giải.

## Sự nghiệp quốc tế
Carfora đại diện cho Ý ở cấp độ trẻ quốc tế: sau khi tham gia trại huấn luyện với đội tuyển U-17 quốc gia Ý vào tháng 11 năm 2022, anh ra mắt đội bóng vào tháng 12 cùng năm.

## Phong cách thi đấu
Carfora là một tiền vệ tấn công, anh cũng có thể chơi ở vị trí tiền vệ cánh, tiền đạo thứ hai hoặc mezzala.
Là một cầu thủ thuận cả hai chân, anh được đánh giá cao về kỹ năng kỹ thuật, khả năng dứt điểm, khả năng giữ thăng bằng và tốc độ chơi bóng.

## Thống kê sự nghiệp

### Câu lạc bộ
Tính đến ngày 6 tháng 5 năm 2023
| Câu lạc bộ          | Mùa giải            | Giải đấu            | Giải đấu | Giải đấu | Cúp quốc gia | Cúp quốc gia | Khác | Khác | Tổng | Tổng |
| Câu lạc bộ          | Mùa giải            | Hạng đấu            | Trận     | Bàn      | Trận         | Bàn          | Trận | Bàn  | Trận | Bàn  |
| ------------------- | ------------------- | ------------------- | -------- | -------- | ------------ | ------------ | ---- | ---- | ---- | ---- |
| Benevento           | 2022–23             | Serie B             | 8        | 0        | 0            | 0            | 0    | 0    | 8    | 0    |
| Tổng cộng sự nghiệp | Tổng cộng sự nghiệp | Tổng cộng sự nghiệp | 8        | 0        | 0            | 0            | 0    | 0    | 8    | 0    |